# 郤缺
郤 缺（げき けつ、? - 紀元前597年）は、中国春秋時代の晋の政治家。氏は郤、もしくは封地から冀、諱は缺、諡は成。郤芮の子。郤成子と呼ばれる。

## 生涯

### 没落、そして再起
父の郤芮は晋恵公に仕えて重きをなしたが、文公に叛いたために討たれ、郤缺も野に下り、農事に携わった。
ある時胥臣が文公の使いで冀の郊外に宿泊した時、男が草取りをし、妻が弁当を届けたが、互いに賓客をもてなすように敬い合っているのを見た。
胥臣が不思議に思って近寄ってみるとこれが郤缺であった。
胥臣は郤缺を連れて帰り、文公に推挙したが、文公は嫌な顔をした。
文公が「何によって彼が賢人だと分かるのか」と聞くと、胥臣は「私は彼が敬を忘れていない事を見ました。敬とは徳の慎み深さです。徳を慎んで事を行えば成らぬ事はありません」と答えた。
また文公は、「その者の父（郤芮）は私を殺そうとした罪がある。それでも用いよと申すか」と言った。すると胥臣は、「舜は鯀を殺しましたが、その子の禹を用いました。管仲は桓公を殺そうとしましたが、桓公はこれを用いて覇業を成し遂げました」と言ったので、文公は遂に郤缺に会って下軍大夫とした。
文公が死に、襄公の代になると、郤缺は狄を討って功を立て、父の郤芮の封地であった冀を賜ったが、用心されたために兵は与えられなかった。

### 士会を呼び戻す
趙盾が宰相となり襄公が死ぬと、趙盾は霊公を立てたが、秦に亡命した士会が秦康公に用いられて、晋を苦しめだすと、趙盾は六卿を集めて「随会（士会）は秦におり、賈季（狐射姑）は狄にいて、そのため毎日のように国難がやってくる。どうしたらよいか」と諮った。
荀林父は「賈季を戻しましょう。彼は国外の事情に通じており、物事を処理する才能があり、そのうえ殊勲者の子です」と言ったが、郤缺は「賈季は謀反人です。その罪は重い。随会を戻しましょう。彼は身分は卑しくとも恥をわきまえており、柔順でありながら人に唆されて不義を為すことがなく、その智謀は国の役に立つ」と言ったので、趙盾は士会を戻すことに決めた。
そして紀元前614年、郤缺は策略を用いて士会を秦から取り戻し、彼を再び晋の大夫へと復帰させた。

### 正卿として
やがて霊公が趙穿に殺されて、成公の時代になると、郤缺は成公から信頼されて正卿の地位につく。謀反人の子である郤缺が宰相になったのをみて、人々は郤缺の徳を褒め称えた。
成公が死んで、景公の代になると、赤狄の動きが活発化したので、紀元前598年に郤缺は狄の諸部族に和睦を申し入れた。赤狄に使役されることを嫌い、晋に服従を申し入れる部族がかなりの数に昇ったので、晋の大夫達は狄の諸族を晋に呼びつけて会合しようとしたが、郤缺は「こちらが勤労しないようでは、人を従えることは到底出来ません」と言ったので景公は自ら赴いて狄の諸族と会合した。狄の諸族はこの会合に信義をみて以後よくなついた。
翌紀元前597年に郤缺は死去。死後、「成」を諡され、郤成子と呼ばれる。郤缺の後を継いだ子の郤克も、後に晋の正卿となった。